# 高橋千秋 (競輪選手)
高橋 千秋（たかはし ちあき、1990年9月9日 - ）は、島根県出雲市出身の元女子競輪選手。日本競輪選手会福岡支部所属、ホームバンクは久留米競輪場。日本競輪学校（当時。以下、競輪学校）第106期生。師匠は藤田剣次（85期）。

## 経歴
松江西高等学校時代に陸上を始め、九州共立大学では日本学生陸上競技個人選手権大会で6位となるなど投てき種目で活躍した。大学卒業間際に競輪レースを視聴し、自分の力で稼ぐことに興味を持ち競輪選手を志したという。
2012年12月20日、競輪学校第106回適性試験に合格。在校競走成績は17位（4勝）。
2014年5月14日、武雄競輪場でデビューし4着。初勝利は同年6月2日の弥彦競輪場で挙げた。
2017年2月21日引退。